# ジョン・オキセンダイン

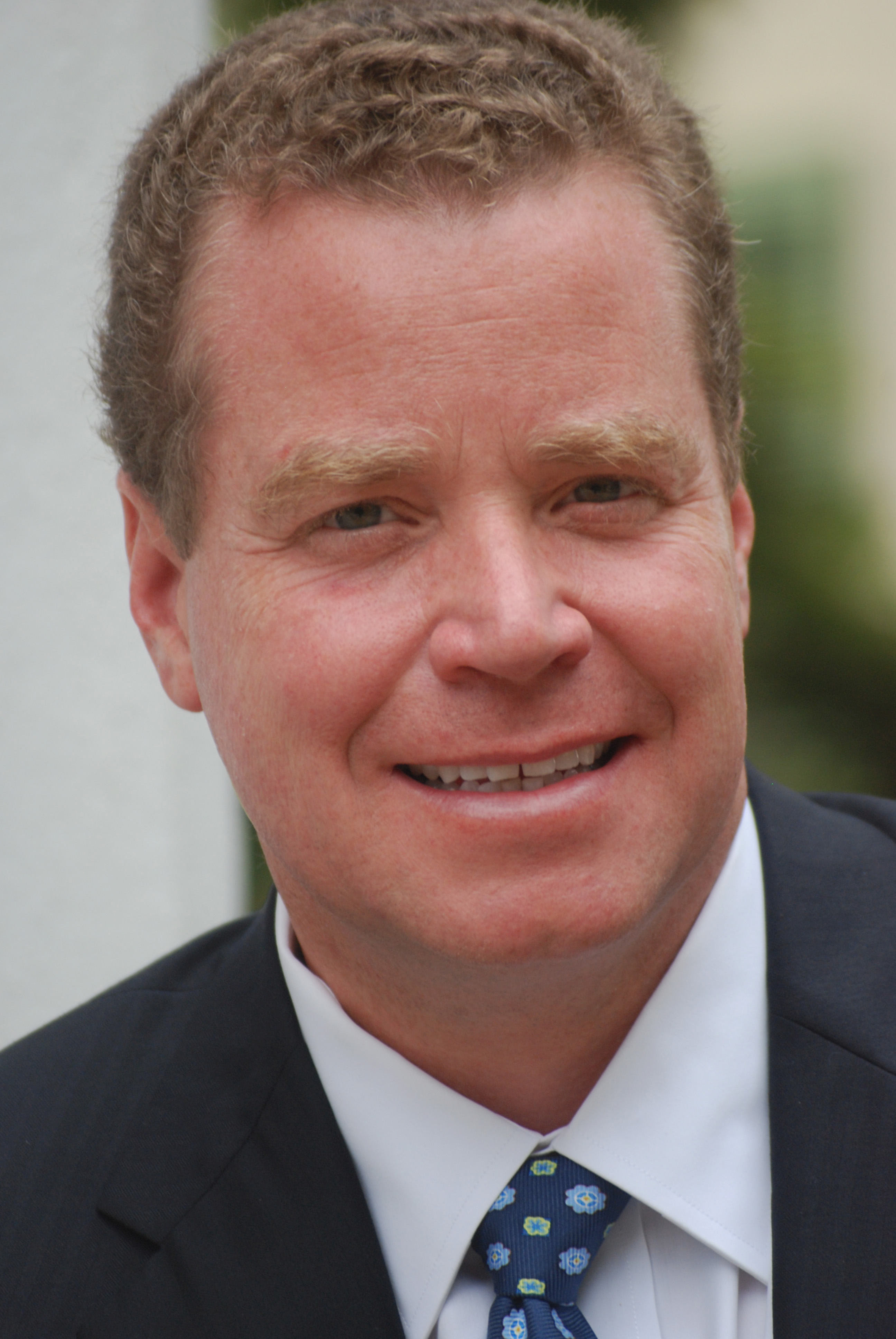
ジョン・オキセンダイン

ジョン・W・オキセンダイン（John W. Oxendine、1962年4月30日-）はアメリカ合衆国は、ジョージア州出身の政治家で、同州の保険長官及び安全消防委員、弁護士。所属政党は共和党。アイビー・アダムス・オキセンダイン夫人との間にJW、フィリップ、キャロライン、ジェイクの4人の子供がいる。
1962年4月30日にラムビー族（ノースカロライナ州最大のネイティブアメリカンの部族）の血を引く、裁判官の父ジェームズ・W・オキセンダインと母ルイーズ・オキセンダインとの間で、テネシー州ナッシュビルで生まれ、5歳時から、ジョージア州タッカーで育つ。彼には2人の姉と妹がいる。ノースカロライナ州出身の父ジェームズは1992年にジョージア州グウィネット郡で、ラムビー族インディアンとして、また最初のアメリカ先住民出身の合衆国最高裁判所の裁判官であった。
1980年にタッカー高等学校 を卒業。裁判官として勤める、父の姿に彼は政治に対して強い関心を示していた。マーサー大学でキリスト教の神学、ギリシャ語、政治学の3つを専攻し、1984年に優秀な成績で学士号を取得し卒業。また学生時代にジョージア州知事ジョージ・バズビー（民主党）へのスチューデント・アシスタント（FA）として勤めた事で、政治に関わるようになる。後に知事選挙でジョー・フランク・ハリス（民主党）候補の選挙キャンペーンのスタッフとして働き、ハリスが知事に当選すると、彼は、ハリス知事の州人事局（SPB）と取締役会も務めた。1987年にはマーサー大学のウォルター・F・ジョージ・ロースクールで法学を取得し、卒業している。また、その時、同大学のラムダ・カイ・アルファ学生友愛会にも活発に関わった。
その後、オキセンダイン&アソシエイトと言う、彼の父が経営していた法律事務所を彼が引き継ぎ、中小企業を手助けする為の弁護士として1995年まで勤める。
1994年にジョージア州の保険長官の共和党候補として出馬し、民主党の現職の保険長官ティム・ライルスに勝利。1995年から保険長官及び監査官及びジョージア州産業用ローン委員会として初めて委員に選出され、1998年、2002年、2006年にも再選。2000年にジョージア州選出の共和党の現職ポール・カヴァーデル上院議員が急死すると、潜在的な上院議員候補として彼の名が挙がるが、彼は出馬しなかった。2003年にもジョージア州の共和党内から、席を求められるも、彼は保険長官としての任期の為、拒否。代わりに彼は友人でもあるジョニー・イサクソン候補を支持した。
2004年に彼は2006年のジョージア州の副知事に立候補する意向を示し、2005年には検討委員会も結成した。副知事選で彼は後に保険長官の再選にの方に行っており、2006年に保険長官を再選している。
2009年5月に地元メディアのアトランタ・ジャーナル・コンスティチューションが、彼は選挙キャンペーン時、アラバマ州の異なる10の政治活動委員会（PAC）から州法で違法とされていた、120,000ドル以上の選挙献金を受け取ったと、報告していた。ジョージア州の法律では、1,2000ドルまで、献金を受け取る事が認められていた。彼は資金提供してくれた人に資金をすぐに返した。
2010年のジョージア州知事選に共和党候補として出馬したが、共和党指名争いで、4位に終わった。
草の根保守運動のティーパーティー運動を支持しており、潜在的な共和党候補として期待もされている。